# New Orleans Pelicans
A New Orleans Pelicans egy professzionális kosárlabdacsapat New Orleansban, Louisiana államban. Az együttes jelenleg az NBA Délnyugati csoportjának a tagja. Az NBA a csapat történetét a 2002–2003-as szezontól számítja, az előtte játszott évtizedek jogutódja a Charlotte Hornets.
A Pelicans New Orleans Hornets néven érkezett az NBA-be a 2002–2003-as szezonban, George Shinn tulajdonában, aki a Charlotte Hornets tulajdonosa volt évtizedekig. 2005-ben a Katrina hurrikán miatt a csapat átmenetileg Oklahoma City-be költözött, ahol két évig New Orleans/Oklahoma City Hornets néven volt ismert. 2013-ban bejelentették, hogy a csapat új neve Pelicans lett.
Abban a 18 évben, amióta az eredeti csapat Charlotte-ból New Orleans-be költözött, a franchise nyolc alkalommal jutott a rájátszásba. Kétszer tudtak sorozatot nyerni a rájátszásban és egyszer lettek csoportgyőztesek.

## Története

### New Orleans-i kosárlabda
New Orleans az ABA egyik alapítóvárosa volt, a New Orleans Buccaneers (1967–1970) csapatával, de stadion hiányában és a csapat rossz teljesítményének következtében Memphis-be költöztek. A város 1974 júniusában kapott NBA-franchise-jogot, New Orleans Jazz néven, megemlékezve a város szerepéről a dzsessz zene fejlődésében. A csapatnak több logisztikai és pénzügyi problémája is volt és 1979-ben Salt Lake City-be költöztek. Egyike a kevés pozitív pillanata a Jazz New Orleans-i történetének Pete Maravich leszerződtetése volt, aki a város állami egyetemén játszott. Ugyan a bajnokság egyik legszórakoztatóbb játékosának tartották és az 1976–1977-es szezonban az NBA pontkirálya lett, a Jazz nem tudott jól teljesíteni.
1994-ben a Minnesota Timberwolves pénzügyi problémákkal állt szemben és egy befektetői csoport majdnem New Orleans-ba költöztette őket. Az NBA viszont megakadályozta ezt, pénzügyi problémák miatt. New Orleans először a Vancouver Grizzlies csapatát próbálta megszerezni, mielőtt 2002-ben sikerült franchise-jogot kapniuk.

### 2002–2005: Az első évek New Orleans-ban

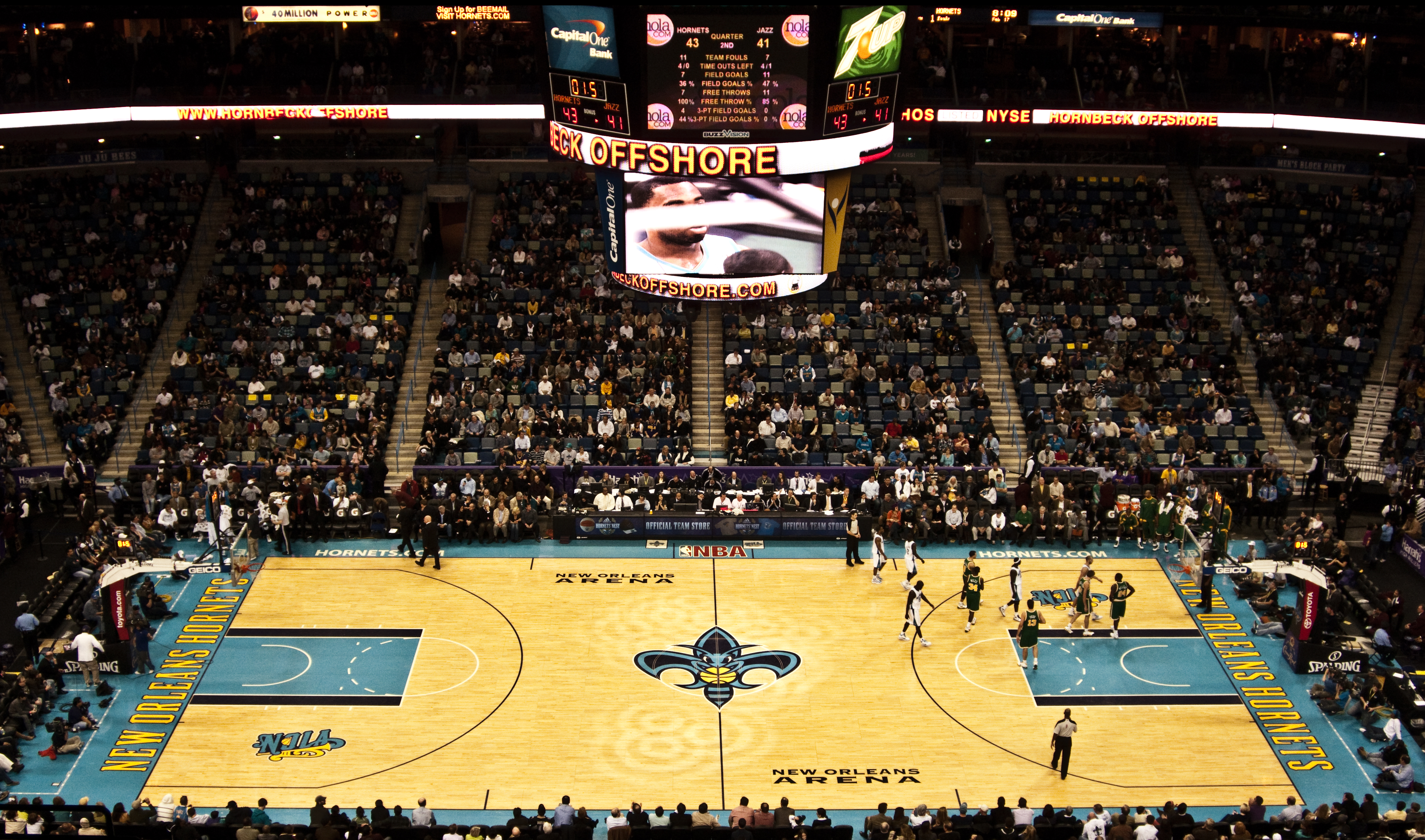
A Pelicans otthona, a Smoothie King Center

Ugyan az 1990-es években a Charlotte Hornets sikeres csapatokat tudott összerakni, a nézők érdeklődése folyamatosan csökkent. Ennek egyik fő oka George Shinn népszerűtlensége volt, akit lassan elkezdték utálni a csapat rajongói. 1997-ben egy charlotte-i nő azzal vádolta a tulajdonost, hogy megerőszakolta őt, aminek és bírósági ügyének következtében Shinn népszerűsége visszaesett. Egyértelmű volt, hogy ugyan Charlotte egy kosárlabda-város volt, a rajongók a tulajdonos felé irányított utálatukat a csapaton vezették le. Shinn ezek mellett nem kedvelte a csapat stadionját, ami megnyitásakor a liga egyik legjobbjának számított, de az évek során elmaradottá vált. 2001. március 26-án a Hornets és a Vancouver Grizzlies is jelentkezett, hogy a csapatot Memphis-be költöztessék, amit végül a Grizzlies nyert meg. Shinn ezt követően adott egy ultimátumot a városnak, hogy ha nem építenek neki egy új stadiont, akkor elviszi a franchise-ot a városból. A város ezt először elutasította, aminek következtében Shinn Norfolkba, Louisville-be vagy St. Louis-ba tervezte vinni a csapatot. Ezen városok közül csak Saint Louis rendelkezett NBA-stadionnal és nagyobb piacnak számított, mint Charlotte. 1968-ig a városnak volt csapata, a St. Louis Hawks.
Azt követően, hogy a város közel állt egy új aréna (a Spectrum Center) megépítéséhez egy népszavazás után, Shinn visszavonta jelentkezését. Napokkal a népszavazás előtt Pat McCrory polgármester közvetetten megvétózta azt. Miután a népszavazás sikertelen lett, a város egy újabb tervezetet rakott össze a stadion megépítésére, de csak akkor, ha Shinn eladja a csapatot. Ugyan az NBA tudomásul vette, hogy Shinn kapcsolata teljesen megromlott a rajongókkal, a liga vezetői úgy érezték, hogy a követelés elfogadása feldühítené a többi csapat tulajdonosait. A városi tanács nem volt hajlandó visszavonni az ultimátumot, aminek következtében a Hornets kérvényezte a New Orleans-ba való költözésüket (amivel a városnak először lett csapata a New Orleans Jazz óta).  Mielőtt a Hornets kiesett volna a rájátszásból, az NBA elfogadta a kérvényt. A megegyezés részeként az NBA megígérte, hogy Charlotte fog kapni egy új csapatot. Ez két évvel később történt meg, Charlotte Bobcats néven.
Egy 2008-as interjúban Shinn (aki nem járt a városba a Hornets elköltözése óta), elmondta a The Charlotte Observernek, hogy a Hornets távozásában szerepet játszottak „a rossz döntések, amit életem során elkövettem.” Megoszotta még, hogy ha újrakezdhetné az egészet, akkor nem vonná vissza magát teljesen a rajongók köréből a zaklatási ügy után. Shinn azt mondta, hogy azzal próbálja jóvá tenni hibáit, hogy teljesen elkötelezi magát New Orleans mellett: „Elég hibát követtem el az életemben. Itt nem fogok egyet se elkövetni. A városnak szüksége van ránk. Megoldjuk, hogy ez működjön.”

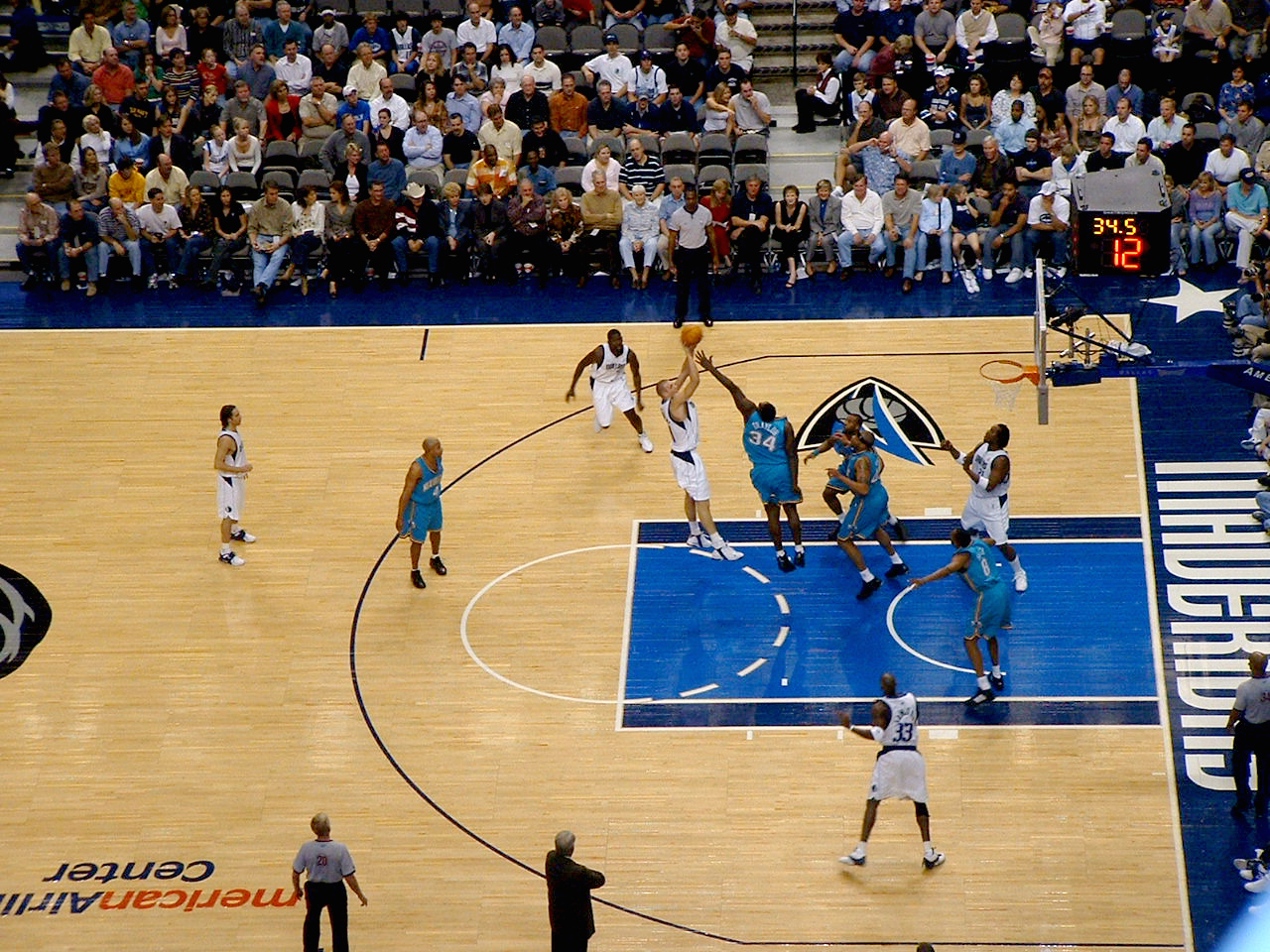
A Hornets egy mérkőzése a Dallas Mavericks ellen, 2003-ban

A Hornets első mérkőzését New Orleans-ben 2002. október 30-án kezdte meg, a Utah Jazz ellen. 17 év után ez volt az első NBA-alapszakasz mérkőzés, amit a városban rendeztek. A Hornets 100–75-re megverte a Jazzt és visszavonultatta Pete Maravich 7-es mezszámát. A Hornets első szezonját 47–35-ös teljesítménnyel zárta, de az első fordulóban kiestek a rájátszásból a Philadelphia 76ers ellen. A nyáron a csapat váratlanul kirúgta Paul Silas edzőt, akinek helyére Tim Floyd érkezett. A Hornets a 2003–2004-es szezont 17 győzelemmel és 7 vereséggel kezdte, de a teljes évadban csak 41-et tudtak megnyerni. Az első fordulóban a Miami Heat ellen estek ki. Byron Scott lett a csapat új edzője.
Az első néhány szezonban a Hornets a keleti főcsoportban játszott, majd a 2004–2005-östől a nyugatiban versenyzett, a délnyugati csoportban, hogy mindkét főcsoportban azonos számú csapat legyen. A szezonban a csapatnak három All Star-játékosa volt, de mind sérültek voltak, így csak 18 meccset nyert a csapat, a legrosszabb szezon a franchise történetében.

### 2005–2011: A Chris Paul-éra

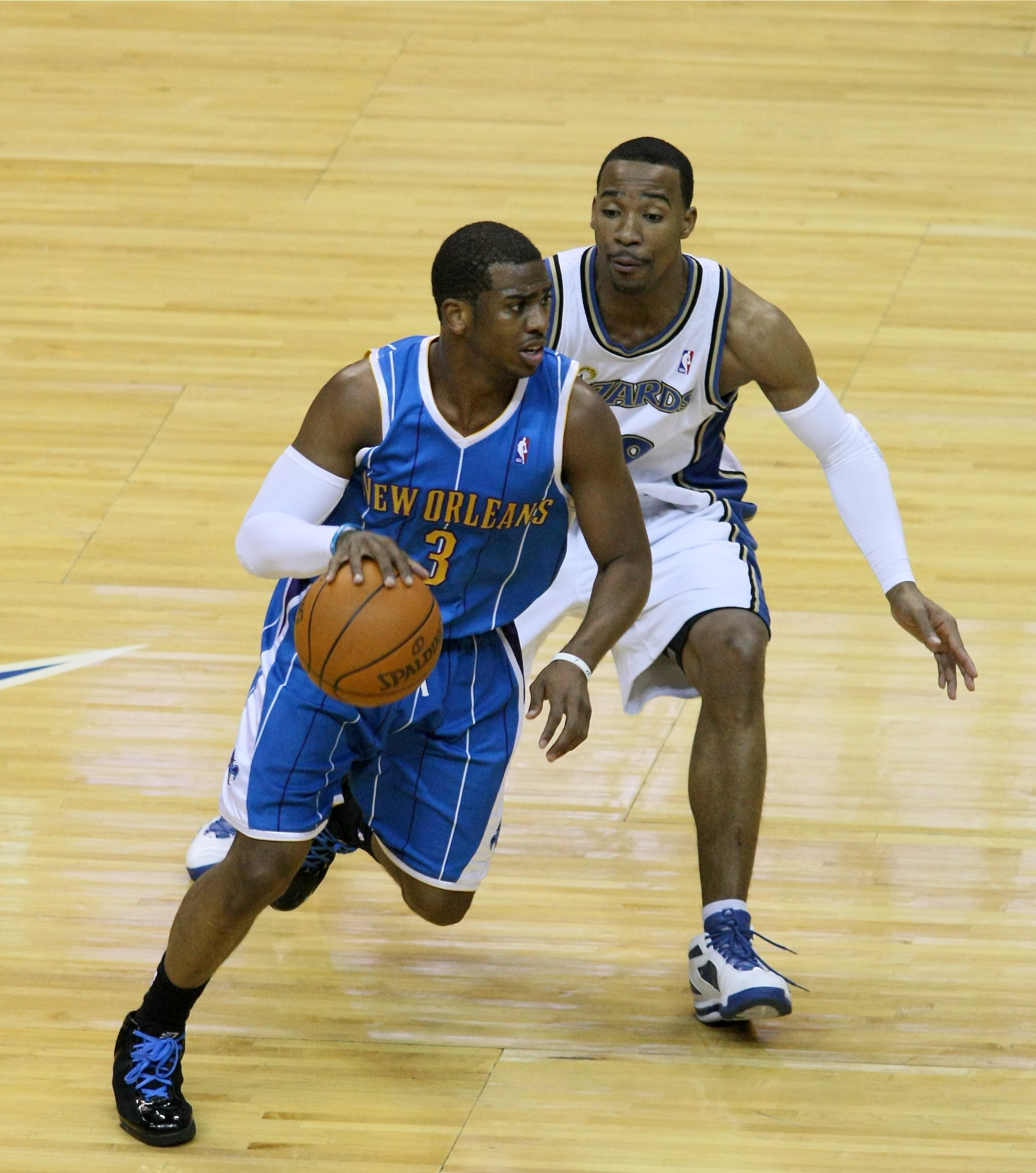
Chris Paul, a 2005-ös NBA-draft negyedik választása a Hornets színeiben

A következő drafton a Hornets az első körben a Wake Forest Egyetem játékosát, Chris Pault választotta a 4. helyen. A Katrina hurrikán pusztítása miatt Louisiana délkeleti területein, a Hornets-nek el kellett költöznie az államból, átmenetileg, 2005–2006-ban és 2006–2007-ben Oklahoma City-ben játszott a csapat. 38–44 és 39–43-as teljesítményeket tudtak felmutatni. Ebben az időszakban a csapat neve New Orleans/Oklahoma City Hornets volt. Ebben a két évadban a hazai stadionjuk a Ford Center volt, de néhány mérkőzést még mindig New Orleans-ban játszottak le. Egy évvel az után, hogy a Hornets visszaköltözött délre, a Seattle SuperSonics megérkezett Oklahomába és a csapat neve Oklahoma City Thunder lett.
A Hornets franchise a 2007–2008-as szezonra tértek vissza Louisianába. A 2008-as All Star-gálát megkapta New Orleans és 2007 februárjától egy nagy médiakampány kezdődött a városban. A Hornets kiemelkedően kezdte a szezont, a szezon első felében 29 meccset tudtak megnyerni, majd az évadot összesen 56-tal zárták. Ez lett a csapat történetének legsikeresebb szezonja. Ezek mellett megszerezték fennállásuk első csoportgyőzelmét. A nyugati főcsoportban másodikak lettek, az első fordulóban legyőzték a Dallas Mavericks csapatát, de a főcsoport-elődöntőben kiestek a későbbi bajnok San Antonio Spurs ellen, hét mérkőzésen.
2008 augusztusában a Hornets bemutatta a csapat új logóját és mezeit. A 2008–2009-es szezont 49–33-as teljesítménnyel és egy Denver Nuggets elleni rájátszás-vereséggel zárták. A 2009–2010-es szezon első kilenc mérkőzéséből mindössze hármat tudtak megnyerni, amiért kirúgták Byron Scott edzőt. Jeff Bower ügyvezető vette át helyét. A Hornets csak 37 meccset nyert meg a szezonban és utolsók lettek a csoportban, amit az előző két szezonban megnyertek. Nyáron Bower lemondott és helyére Monty Williams érkezett. A 2010–2011-es szezonban már jobban teljesített a csapat, 46 mérkőzésen tudtak diadalmaskodni. A rájátszás első körében kikaptak a Los Angeles Lakers-től.
2010 decemberében az NBA megvette a csapatot George Shinntől 300 millió dollárért.

#### Chris Paul távozása
A 2011–2012-es szezon előtt a Hornets gondolkozott azon, hogy Chris Pault a New York Knicks csapatába küldik. A Hornets több csapatot is figyelembe vett, beleértve a Boston Celtics és a Golden State Warriors franchise-okat. Ennek ellenére Paul kijelentette, hogy New Yorkba vagy Los Angeles-be akar menni. Egy háromcsapatos megegyezés született a Los Angeles Lakers és a Houston Rockets csapatával, de David Stern, az NBA biztosa, aki ebben az időszakban a liga által tulajdonolt Hornets ügyvezetője is volt, megvétózta a tranzakciót. 2011. december 14-én a Hornets megegyezett a Los Angeles Clippers csapatával, aminek következtében Paul Los Angeles-ben kötött ki, Eric Gordonért, Chris Kamanért, Al-Farouq Aminuért és egy első köri választásért cserébe.

### 2012–2019: Az Anthony Davis-éra

#### 2012–2013: Az Anthony Davis-éra kezdete
2012. április 13-án bejelentették, hogy Tom Benson, a National Football League-ben szereplő New Orleans Saints tulajdonosa, megvásárolta a csapatot az NBA-től 338 millió dollárért. Ezek mellett Benson bejelentette, hogy meg akarja változtatni a csapat nevét valamire, ami sokkal inkább jellemző a régióra. Ezzel megkezdődtek a hírek, hogy a Hornets név esetleg visszatérhet Charlotte-ba, ahol a helyi csapat a Bobcats nevet használta 2004 óta. 2012-ben Benson kinevezte a Saints két vezetőjét, hogy a Hornets felügyelői legyenek. Mickey Loomis lett a csapat igazgatója és Dell Demps az ügyvezetője.

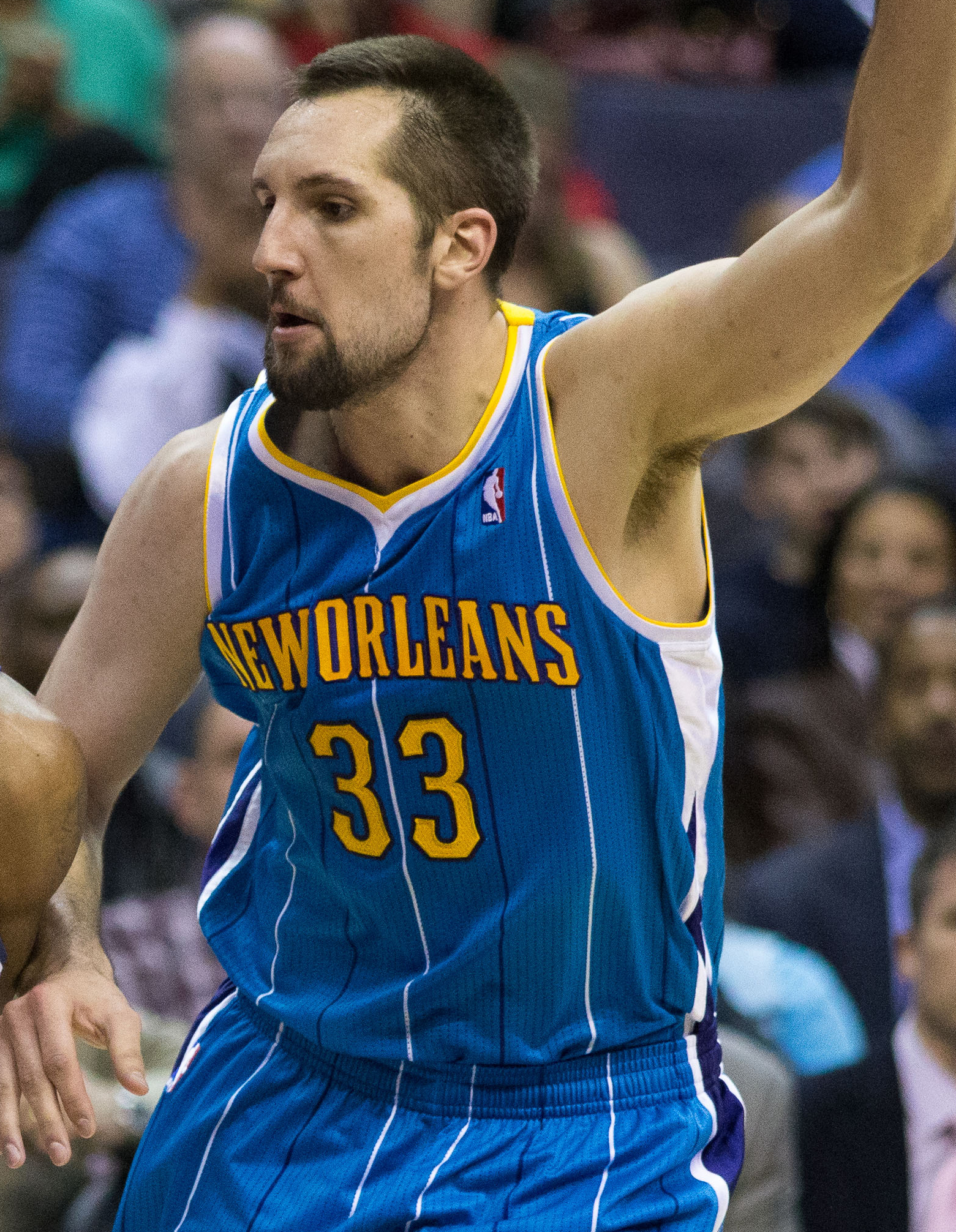
Ryan Anderson, a 2011–2012-es szezon legtöbbet fejlődött játékosa 2012-ben érkezett a csapathoz

A Hornets Washingtonba küldte Emeka Okafort és Trevor Arizát, Rashard Lewis-ért és egy draft választásért.
2012. május 30-án a Hornets megkapta az első választást a 2012-es NBA-drafton és kiválasztották Anthony Davis-t. A tizedik helyen pedig Austin Rivers-t szerezték meg (még a Clippers-től kapott választással).
2012. július 11-én Ryan Anderson, 2012 legtöbbet fejlődött játékosa leszerződött a New Orleans Hornets csapatával, az Orlando Magic-ből.

#### 2013–2015: A Pelicans

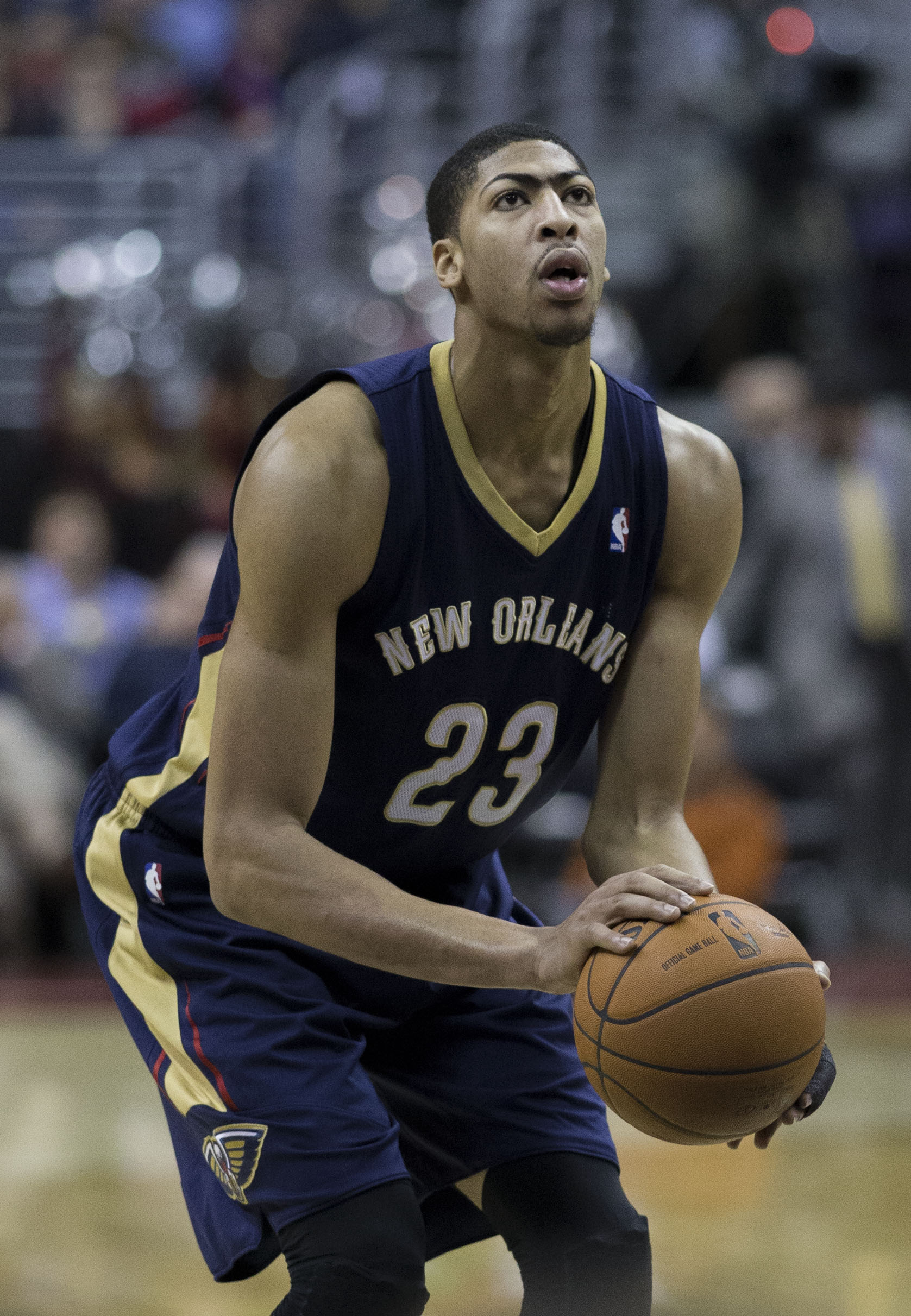
Anthony Davis (2014-ben), a 2011-ben első helyen választott erőcsatár

Tom Benson már hamar jelezte, hogy szeretné megváltoztatni a csapat nevét, ami jobban illik a régióhoz. Ezek között volt az a lehetőség is, hogy felkérte a Utah Jazz csapatát, hogy adják vissza a Jazz nevet New Orleans-nak. A Salt Lake City-ben található franchise jelezte, hogy 30 éve ez a csapat neve és nem fogják megváltoztatni azt. Benson kedvenc nevei között volt a Brass és a Krewe. Ennek ellenére 2012. december 4-én kiderült, hogy a csapat új neve New Orleans Pelicans lesz, a 2013–2014-es szezontól. A nevet Louisiana állami madara, a barna gödény inspirálta.
A Pelicans nevet korábban egy kisligás csapata használta, ami New Orleans-ban játszott, 1901 és 1957 között. A Hornets a név megváltoztatását hivatalosan egy sajtótájékoztatón jelentette be, 2013. január 24-én, az új logó és csapatszínekkel együtt. 2013. április 18-án a csapat neve hivatalosan is megváltozott.
A 2013-as névváltoztatást követően, 2013. május 21-én a Charlotte Bobcats tulajdonosa, Michael Jordan bejelentette, hogy a csapat jelentkezett a Hornets név visszaszerzésére. Tekintve, hogy a név tulajdonosa még mindig az NBA volt, a folyamat nagyon gyors volt, a 2014–2015-ös szezont már Hornets néven kezdte meg a charlotte-i csapat.
A 2013-as NBA-draft idején a Pelicans kiválasztotta Nerlens Noelt a hatodik helyen és a Philadelphia 76ers csapatába küldték egy védett első köri választással és Pierre Jacksonnal együtt, az All Star Jrue Holiday-ért cserébe. 2014. május 20-án, a sajtótájékoztatón, ahol hivatalosan is bejelentették, hogy a Charlotte Bobcats neve Charlotte Hornets lesz, az is kiderült, hogy a Pelicans beleegyezett a csapat 2002 előtti statisztikáinak és történetének átadásába, ezzel egy franchise alá került a charlotte-i NBA-kosárlabda egésze. A 2002 óta játszott mérkőzések statisztikái mind a Pelicans neve alatt maradtak, amivel a csapat lényegében egy 2002-ben alapított egyesület lett. Mindezek következtében az NBA hivatalos történetében a Hornets úgy van feltüntetve, mint egy csapat, ami 2002 és 2004 között fel volt függesztve.

#### 2015: Visszatérés a rájátszásba

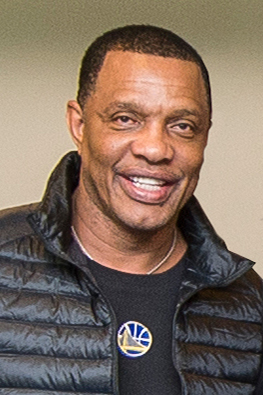
Alvin Gentry 2015 és 2020 között volt a Pelicans edzője

A 2014–2015-ös szezonban, először a Pelicans névvel, a csapat nyolcadik helyezettként bejutott a rájátszásba, megnyerve 45 mérkőzést. Az első fordulóban a Golden State Warriors ellen játszottak, de egy mérkőzést se tudtak megnyerni. A szezon végén kirúgták Monty Williams-et.
2015. május 31-én a Pelicans bejelentette, hogy a csapat új edzője Alvin Gentry lesz. A Pelicans nem jutott be a 2016-os rájátszásba, 52-szer kaptak ki. A 2016-os drafton a hatodik volt az ő választásuk, amivel Buddy Hieldet szerződtették le.

#### 2017–2019: Az Anthony Davis-éra vége
2017. február 20-án a Pelicans megszerezte DeMarcus Cousins-t a Sacramento Kings csapatától, a Buddy Hield, Tyreke Evans, Langston Galloway trióért és két 2017-es választásért.
2018. február 1-én a Chicago Bulls-ból leszerződtették Nikola Mirotić-ot. Ugyan a tranzakció sikeres volt, egyet korábban már visszamondtak, mikor a Pelicans nem akarta kifizetni a játékos extra évét a szerződésében, amit 2017 nyarán aktivált a Bulls. A Pelicans a cserében megkapta Mirotić-ot és egy 2018-as második köri választást Ömer Aşıkért, Jameer Nelsonért és Tony Allenért cserébe. Mirotić követelte, hogy elhagyhassa a Bulls-t, miután csapattársa, Bobby Portis megütötte egy edzésen. Mirotić kiemelkedően játszott a New Orleans-i csapat színeiben.
2018. március 15-én Tom Benson meghalt. A Pelicans tulajdonosa Benson felesége, Gayle Benson lett.
A Pelicans 2018. április 9-én bejutott a rájátszásba és az első körben négy mérkőzés alatt kiejtették a Portland Trail Blazers-t, majd a főcsoport-elődöntőbe ismét a Golden State Warriors ellen estek ki.
2019 januárjában Davis bejelentette, hogy el akarja hagyni a Pelicans-t, amiért megbüntették. 2019. május 14-én a Pelicans megkapta az első választást a 2019-es NBA-draftra, annak ellenére, hogy mindössze 6% esélyük volt. 2019. június 15-én a Pelicans megegyezett a Los Angeles Lakers-zel Davis átigazolásáról. A Lakers Lonzo Ball, Brandon Ingram és Josh Hart játékjogát, illetve három első köri választást adott érte. A 2019-es drafton övék volt a negyedik választás is, amit az Atlanta Hawks csapatába küldtek, a 8., a 17. és a 35-ért cserébe. A háromcsapatos tranzakció 2019. július 6-án lett hivatalos. Egy újabb éra ért véget New Orleans-ban.

### 2019–napjainkig: Ingram–Williamson-éra

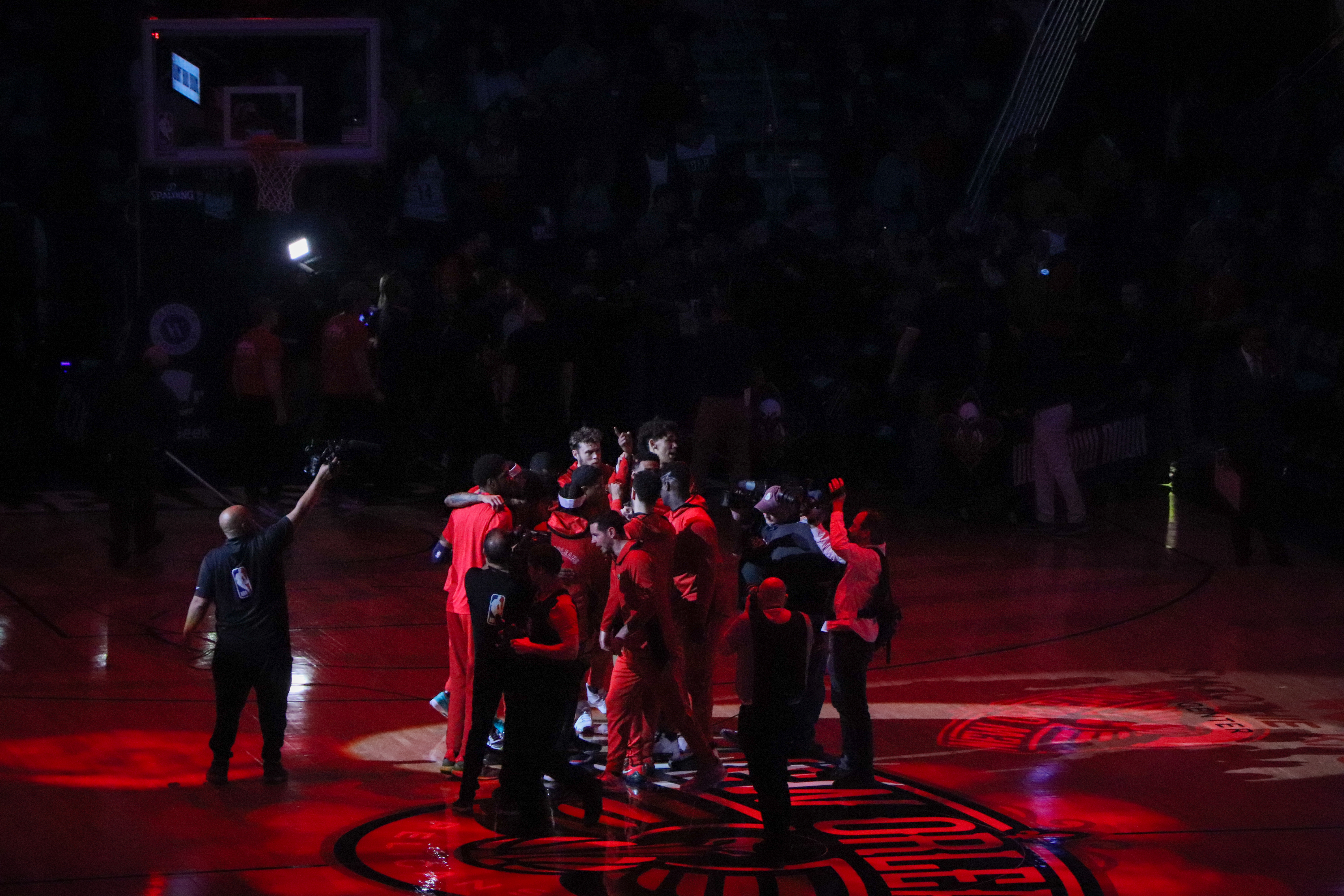
A Pelicans az új éra kezdetén, 2020-ban

2019. április 17-én a Pelicans kinevezte David Griffint, mint a csapat új helyettes ügyvezetője. 2019. május 19-én pedig Trajan Langdon lett az új ügyvezetőjük.

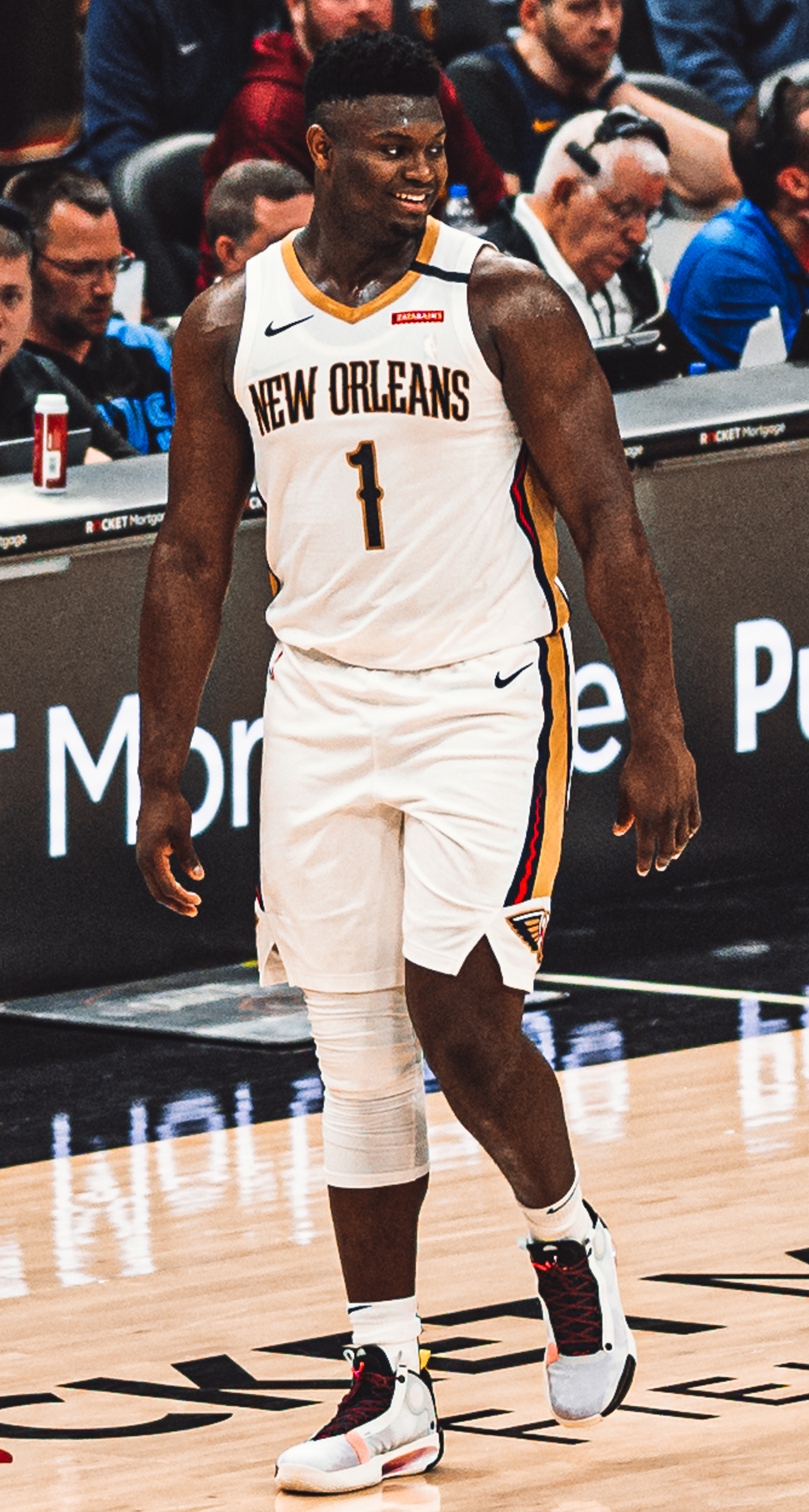
Zion Williamson, a 2019-es draft első választottja

2019. június 20-án a Pelicans kiválasztotta a nagy tehetségnek számító Zion Williamsont a draft első helyén. Ezek mellett kiválasztották még Alen Smailagić-et és Jordan Bone-t, akiket rögtön a Golden State Warriors és az Atlanta Hawks csapataiba küldtek, a Jaxson Hayes, Nickeil Alexander-Walker és Marcos Louzada Silva hármasért cserébe. Július 1-én a Pelicans bejelentette, hogy leszerződtették Williamsont, de nélküle kellett megkezdeniük a szezont, mivel az előszezonban térdsérülést szenvedett. 2020. január 22-én mutatkozott be, 22 pontot szerzett 18 perc alatt. 2020. március 3-án Williamson a hónap újonca lett, azt követően, hogy 25,7 pontot, 6,2 lepattanót és 2,6 gólpasszt átlagolt, egy labdaszerzés mellett.
Brandon Ingram is kiemelkedően játszott. 2019. december 30-án a nyugati főcsoport hét játékosa lett. a hónap 23. és 29. napja között 25,3 pontot, 7,3 lepattanót, 4,5 gólpasszt és 2,0 labdaszerzést átlagolt, 49,3%-os hatékonysággal (és 54,2%-os hárompontos-hatékonysággal). Ingram vezetésével a csapat megnyerte összes mérkőzését a héten. 2020. január 16-án Ingram karriercsúcs 49 pontot szerzett, a Utah Jazz elleni 138–132 arányú győzelem során. Kiemelkedő játéka miatt beválasztották az All Star-csapatba.
A 2019–2020-as NBA-szezon felfüggesztése után a Pelicans egyike volt a 22 csapatnak, akiket meghívtak az NBA-buborékba, hogy részt vegyenek az alapszakasz utolsó nyolc meccsén. 2020. augusztus 9-én biztos lett, hogy nem fognak szerepelni a rájátszásban, mikor a Portland Trail Blazers megverte a Philadelphia 76ers-t.
Ugyan Williamson kihagyta az egész szezont, a 2021–2022-es évadban, a csapat megnyert 36 mérkőzést és bejutott a play-in szakaszba, kilencedik helyezettként. 2022. április 13-án a Pelicans legyőzte a tizedik helyezett San Antonio Spurs-t 113–103-ra, majd két nappal később a nyolcadik Los Angeles Clippers-t 105–101-re, így bejutottak a rájátszásba. Végül hat mérkőzés alatt estek ki a Phoenix Suns ellen.

## Szezonok
| Szezon  | M  | Gy | V  | %    | Eredmény      | Rájátszás                                       |
| ------- | -- | -- | -- | ---- | ------------- | ----------------------------------------------- |
| 2017–18 | 82 | 48 | 34 | .585 | 2., Délnyugat | Kiesett a főcsoport-elődöntőben, 1–4 (Warriors) |
| 2018–19 | 82 | 33 | 49 | .402 | 4., Délnyugat | Nem jutott be                                   |
| 2019–20 | 72 | 30 | 42 | .417 | 5., Délnyugat | Nem jutott be                                   |
| 2020–21 | 72 | 31 | 41 | .431 | 4., Délnyugat | Nem jutott be                                   |
| 2021–22 | 82 | 36 | 46 | .439 | 3., Délnyugat | Kiesett az első fordulóban, 2–4 (Suns)          |

## Játékosok

### Draftjogok
| Draft | K. | V. | Játékos            | Poz. | Nemzetiség       | Jelenlegi csapat              | For.   |
| ----- | -- | -- | ------------------ | ---- | ---------------- | ----------------------------- | ------ |
| 2022  | 2  | 52 | Karlo Matković     | F    | Horvátország     | Cedevita Olimpija (Szlovénia) |        |
| 2010  | 2  | 48 | Latavious Williams | F    | Egyesült Államok | Jeonju KCC Egis (Dél-Korea)   | [ 57 ] |

### Visszavonultatott mezszámok
| # | Játékos       | Pozíció | Időszak      | Dátum               |
| - | ------------- | ------- | ------------ | ------------------- |
| 6 | Bill Russell  | C       | Nem játszott | 2022. augusztus 11. |
| 7 | Pete Maravich | G       | 1974–1979    | 2002. október 30.   |

## Vezetőedzők
| Név            | Időszak         | Összesen | Összesen | Összesen | Összesen | Alapszakasz | Alapszakasz | Alapszakasz | Alapszakasz | Rájátszás | Rájátszás | Rájátszás | Rájátszás |
| Név            | Időszak         | M        | Gy       | V        | %        | M           | Gy          | V           | %           | M         | Gy        | V         | %         |
| -------------- | --------------- | -------- | -------- | -------- | -------- | ----------- | ----------- | ----------- | ----------- | --------- | --------- | --------- | --------- |
| Paul Silas     | 2002–2003       | 88       | 49       | 39       | .557     | 82          | 47          | 35          | .573        | 6         | 2         | 4         | .333      |
| Tim Floyd      | 2003–2004       | 89       | 44       | 45       | .494     | 82          | 41          | 41          | .500        | 7         | 3         | 4         | .429      |
| Byron Scott    | 2004–2009       | 436      | 211      | 225      | .484     | 419         | 203         | 216         | .484        | 17        | 8         | 9         | .471      |
| Jeff Bower     | 2009–2010       | 73       | 34       | 39       | .466     | 73          | 34          | 39          | .466        | 0         | 0         | 0         | –         |
| Monty Williams | 2010–2015       | 404      | 175      | 229      | .433     | 394         | 173         | 221         | .439        | 10        | 2         | 8         | .200      |
| Alvin Gentry   | 2015–2020       | 337      | 150      | 187      | .445     | 328         | 145         | 183         | .442        | 9         | 5         | 4         | .556      |
| Stan Van Gundy | 2020–2021       | 72       | 31       | 41       | .431     | 72          | 31          | 41          | .431        | 0         | 0         | 0         | –         |
| Willie Green   | 2021–napjainkig | 88       | 38       | 50       | .432     | 82          | 36          | 46          | .439        | 6         | 2         | 4         | .333      |

## Arénák
- Smoothie King Center (2002–napjainkig, 2005–2007 kivételével), korábban New Orleans Arena (2002–2014)
- Ford Center (2005–2007)